# Concentració de massa

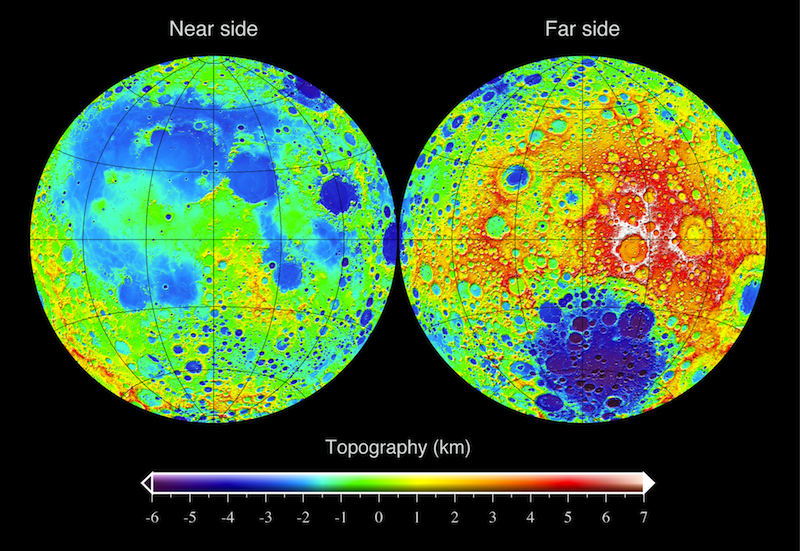
Topografia de la Lluna. En vermell les elevacions, en blau les depressions.

Una concentració de massa, o mascon (contracció de les paraules angleses "mass concentration"), és una regió de la Lluna o d'un planeta que es caracteritza per una significativa anomalia gravitacional.
La paraula "mascon" s'empra generalment com un substantiu per descriure la distribució de massa en excés per sobre o per sota de la superfície d'un planeta. Tanmateix, aquest terme es fa servir amb més freqüència com un adjectiu per descriure una estructura geològica que té una anomalia positiva gravitacional com les grans conques mascon a la Lluna.
Un exemple d'aquestes anomalies de la gravetat a la Terra són les illes Hawaii.

## Exemples significatius

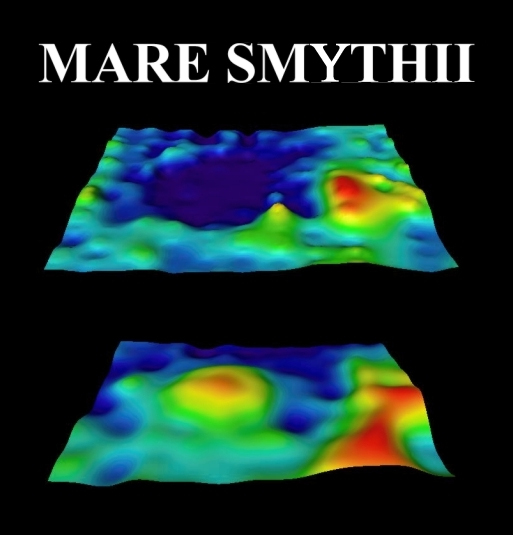
Topografia (A dalt) i el corresponent nivell de gravetat de Mare Smythii (a sota). En vermell les elevacions, en blau les depressions.

Exemples típics de mascon lunars són les conques d'impacte a la superfície del nostre satèl·lit. Encara que les depressions, mostren anomalies de gravetat positives.
Els cinc més importants, ordenades d'acord amb la seva grandària, són:
1. Mare Imbrium
2. Mare Serenitatis
3. Mare Crisium
4. Mare Nectaris
5. Mare Humorum

Entre el petit i irregular pot ser citat:
1. Mare Humboldtianum
2. Mare Orientale
3. Mare Smythii
4. La vora del cràter Korolev (cara oculta de la Lluna)
5. La regió al voltant del cràter Gagarin
6. La regió del cràter Mendel-Ryberg (cara oculta de la Lluna).

També hi ha algunes conques mascon a Mart, entre els quals podem esmentar Argyre Planitia, Isidis Planitia i Utopia Planitia.

## Característiques
En teoria, en depressions topogràfiques en equilibri isostàtic, ha de reflectir els canvis petits en negatiu gravitacional; Per tant, les anomalies positives trobades en aquestes conques indiquen la presència d'una concentració anormal de massa situat entre l'escorça i el mantell, que al seu torn reposen la litosfera.
Una explicació podria ser que els mars lunars, compostos per laves basàltiques denses, són més de 6 km de gruix en els llocs on es detectin anomalies gravitacionals. No obstant això, aquesta acumulació de lava sens dubte contribueix a generar aquestes anomalies, hauria d'haver donat lloc a un augment en el sistema de l'escorça i el mantell per justificar la magnitud del canvi en l'observada gravitacional. També algunes conques mascon a la Lluna no tenen relació amb signes d'activitat volcànica.
Això suggereix que l'elevació de la capa podria ser superisostàtic, que s'eleva per sobre de la seva posició d'equilibri. També s'ha de tenir en compte que la gran extensió del mar basàltic d'origen volcànic associat a l'Oceanus Procellarum no posseeix una variació gravitatòria positiva.
Les concentracions de massa lunars alteren la gravetat local d'algunes àrees fins al punt que els satèl·lits en òrbites baixes i que no es corregeixen, es tornen inestables en qüestió de mesos o anys, portant els satèl·lits a impactar contra la mateixa Lluna.

## Descobriment
A la Lluna, aquestes anomalies gravitacionals les va detectar ja la sonda soviètica Luna 10. Les dades indicaven que el camp gravitatori lunar va causar més pertorbacions del que s'esperava, que es van atribuir a les seves irregularitats inherents. El seu descobriment s'atribueix a Paul M. Muller i a William Sjogren de la NASA Jet Propulsion Laboratory (JPL), qui el 1968 s'aplica un nou mètode analític per controlar amb precisió les dades de vol de la sonda Lunar Orbiter. La seva anàlisi va identificar una correlació positiva entre les anomalies de la gravetat i les depressions de les grans conques circulars en la superfície lunar.
En aquest moment, una de les prioritats d'alguns grups especials de la investigació era explicar per què les sondes Lunar Orbiter, que es fa servir per verificar l'exactitud del sistema de navegació del Projecte Apollo, eren susceptibles d'errors en la determinació de la posició que de vegades també eren un ordre de magnitud, és a dir, per exemple, van mesurar dos quilòmetres en comptes de dos-cents metres. Això implicava que les zones habilitades per a l'aterratge van haver de ser cent vegades més gran que el valor esperat per raons de seguretat. Finalment es va descobrir que les pertorbacions van ser causades per mascon, àrees amb una forta pertorbació gravitacional. William Wollenhaupt i Emil Schiesser, que van treballar en el projecte de les missions espacials tripulades de la NASA, van elaborar la metodologia aplicada per resoldre el problema per primera vegada a l'Apollo 12 i que va permetre un aterratge a només 163 metres de l'objectiu, la sonda Surveyor 3, ja desembarcada prèviament.